# ママエフ・クルガン
ママエフ・クルガン (ロシア語: Мамаев Курган) は、ロシア南部のヴォルゴグラード（旧称スターリングラード）の市街を見下ろす位置にある丘である。その名は、ロシア語で「ママイの墳丘墓」（単に「ママイの丘」とも訳される）を意味する。

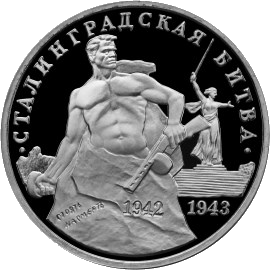
ヴォルガ戦勝50周年記念コイン（ロシア中央銀行）

ママエフ・クルガンはもともとタタールの埋葬された墳丘墓（クルガン）であり、その高さは102メートルに達した。現在では、第二次世界大戦中のスターリングラードの戦い（1942年8月から1943年2月まで）を記念するための複合施設が置かれている。この戦いは、ソビエト連邦が枢軸国軍に対して決定的な勝利を収めた戦いであり、そしておそらく人類史の上で最も凄惨な、多くの犠牲者を出した戦い (en) でもあった。ママエフ・クルガンに立つ母なる祖国像は、1967年の建造時点では、世界最大の自立した彫像であった。

## 戦闘
1942年9月13日、ドイツ第6軍がスターリングラード市中心部への攻撃を開始した時、ママエフ・クルガン（軍用地図では「102.0高地」と表記された）では、攻撃側のドイツ軍と防御側のソ連第62軍との間に激烈な戦いが繰り広げられた。この丘の支配は、市全体を支配するために必要不可欠なものとなった。ソ連軍はこれを守り抜くために、丘の斜面に塹壕・鉄条網・地雷原などを組み合わせた強固な防衛戦を構築していた。ドイツ軍は、重大な犠牲を払いつつ前進し、最終的には丘を占領して、丘の下の市中心部やスターリングラード第1停車場に対する砲撃を開始した。停車場は1942年9月14日に占領された。
同日には、ヴォルガ川をドイツ軍の砲撃下に渡河したアレクサンドル・ロジムツェフ率いるソ連第13親衛狙撃師団がスターリングラードに到着し、この師団の10,000人の兵士はすぐさま戦闘に投入された。9月16日、彼らは大きな損害を被りながらママエフ・クルガンを奪還し、停車場でも戦闘を続けた。翌日には彼らのほとんどが戦死していた。ソ連軍はスターリングラードへ、可能な限り速やかな増援を送り続けた。ドイツ軍は1日につき12回もの強襲を行い、ソ連軍も激しい反撃でそれに応えた。
丘は幾度もその主を変えた。9月27日までに、ドイツ軍はママエフ・クルガンの半分を占領した。ソ連軍も丘の斜面に陣地を保持し、第284狙撃師団が重要な拠点を防衛した。結局防衛側は、ソ連冬季大攻勢によって救いだされる1943年1月26日に至るまで持ちこたえ、一方のスターリングラード内のドイツ軍は罠にはまり、破滅へと追い込まれたのである。
戦闘が終結したとき、丘の土は砲火によって徹底的にほじくり回され、1m²当たり500から1,250個もの小片を含む金属片が混入していた。丘の上の大地は、大量の砲撃や爆発によって雪が溶けてしまい、冬になっても黒いままだった。そして次の春にも、丘の焦げた土には草が生えず、黒いままだった。丘のもともとのきつい傾斜は、何ヶ月もの激しい砲爆撃により平坦になってしまった。現在でも、丘の地中には人骨片や金属片が埋まっているのを見つけることができる。

## 記念施設

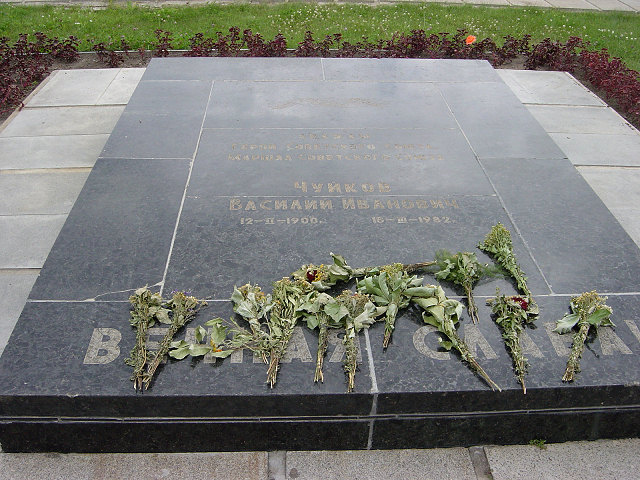
チュイコフ元帥の墓碑

戦後、ソ連政府は巨大なママエフ・クルガン記念複合施設の建設を計画した。スターリングラードでソ連軍を指揮したワシーリー・チュイコフはママエフ・クルガンに埋葬されることになり、初めてモスクワ以外に埋葬されたソ連邦元帥となった。2006年にはソ連軍の狙撃兵ヴァシリ・ザイツェフが改葬されている。
記念施設は、1959年から1967年にかけて建設が行われた。丘の頂上には、冠のように巨大な寓意的彫像である母なる祖国像が据えられた。この記念物は、エヴゲニイ・ヴチェティチによってデザインされたもので、正式名称は「母なる祖国が呼ぶ！」 (ロシア語: Родина-мать зовёт! Rodina Mat' Zovjot!) であった。これはコンクリート製の像で、頭頂までで52m、足から27mの剣の刃先までの長さでは82mに及び、スターリングラード（後にヴォルゴグラードと改名される）の地平線を見下ろしている。
建造には剣のステンレス製の刃を除きコンクリートが用いられた。この像は、台座の上に自重のみによって立っている。像は、古代ギリシアにおけるニーケーの表現手法を想起させ、特にその流れるような服の布地はサモトラケのニケによく似ている。

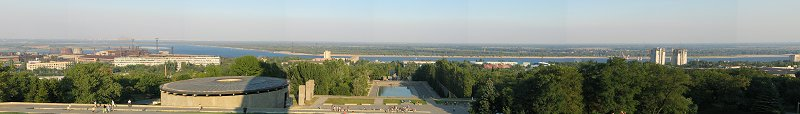
ママエフ・クルガンの頂上（像の足元）から見下ろすように撮影されたヴォルガ川の風景

## 構造の安定性
2009年5月、地下水位の変動により像付近の地盤が低下して像に20センチメートル程度の傾きが生じたため、倒壊の危険があることが報告された。